# Royaume de Mtskheta
55–129
(74 ans)
Entités précédentes :
- Royaume d'Ibérie

Entités suivantes :
- Royaume d'Ibérie

Le Royaume de Mtskheta (en géorgien : მცხეთის სამეფო, mtskhet'is samepho) est un État géorgien de l'Antiquité dont l'existence est disputée par l'historiographie moderne. Contrôlé par la branche aînée de la dynastie des Pharnavazides, le royaume est l'un des deux à exister entre 55 et 129, remplaçant temporairement le Royaume d'Ibérie lors d'une division volontaire orchestrée par le roi Aderk d'Ibérie. Le royaume est nommé ainsi d'après sa capitale et occupe la partie méridionale de l'Ibérie, tandis que son homologue au sud est le royaume d'Armazi. Cet État existe durant une période de conflits géopolitiques entre les empires romain et parthe, menant à une histoire de conflits avec l'Arménie voisine. C'est après 74 ans d'existence qu'une guerre avec son voisin et les efforts d'une coalition internationale mènent à la réunification de l'Ibérie au sein d'un royaume.
Le Royaume de Mtskheta est semi-fictif, son histoire n'étant attestée que par l'historien géorgien médiévale Léontius de Rouissi. Les récits romains contemporains ignorent toutefois la division ibère, ce qui est interprété par les historiens modernes comme une erreur par Léontius de Rouissi.

## Territoires
Les Chroniques géorgiennes éditées par Vakhoucht Bagration au XVIIIe siècle nous font part du seul récit historique sur le royaume de Mtskheta. D'après celui-ci, les domaines sous la domination des rois de Mtskheta sont l'ensemble des terres du royaume d'Ibérie au nord du Mtkvari, la principale rivière de Transcaucasie. À la division de l'Ibérie par le roi Aderk en 55, cela inclut la province d'Hereti à l'est, la province d'Argveti (frontalière de la Colchide) à l'ouest, les montagnes de Ciscaucasie au nord et le Mtkvari au sud.
Le royaume inclut la passe de Dariali à sa frontière méridionale. Celle-ci est le seul point de passage entre la Transcaucasie et les peuples, considérés comme barbares, du Caucase nord. Ainsi, le royaume de Mtskheta inclut les provinces montagnardes de Khevsoureti, Pchavi, Toucheti et Alanie. La cité de Moukhnar est le principal centre dans la partie nord du royaume, tandis que les plus grandes resources économiques viennent de l'agriculture au sein de la Karthli intérieure. Au sud-ouest du pays, la citadelle d'Odzrkhé est utilisé comme rempart contre les ennemis du sud.
La capitale est l'antique Mtskheta. Celle-ci est auparavant une large ville couvrant les deux bords du Mtkvari depuis sa création vers l'an 1000 av. J.-C., mais la division de l'Ibérie mène aussi à la division de la capitale royale : le nord reste connu sous le nom de Mtskheta, tandis que la partie sud devient la cité d'Armazi, capitale du royaume homonyme. Il faut attendre la réunification de l'Ibérie, 74 ans après sa division, pour que la ville soit elle-même réunifiée.

## Royaume de Mtskheta: Mythe?
L'historien Léontius de Rouissi est le premier à mentionner à l'existence du royaume de Mtskheta au XIIe siècle dans sa Vie de la Karthli. Il y décrit la division du royaume d'Ibérie, les règnes des cinq rois qui gouvernent les royaumes de Mtskheta et d'Armazi et la réunification ultime 74 ans après la division. Avec le reste de l'ouvrage, cette histoire est acceptée par le prince Vakhoucht Bagration, qui publie une réédition au XVIIe siècle, et par l'historien français Marie-Félicité Brosset au XIXe siècle.

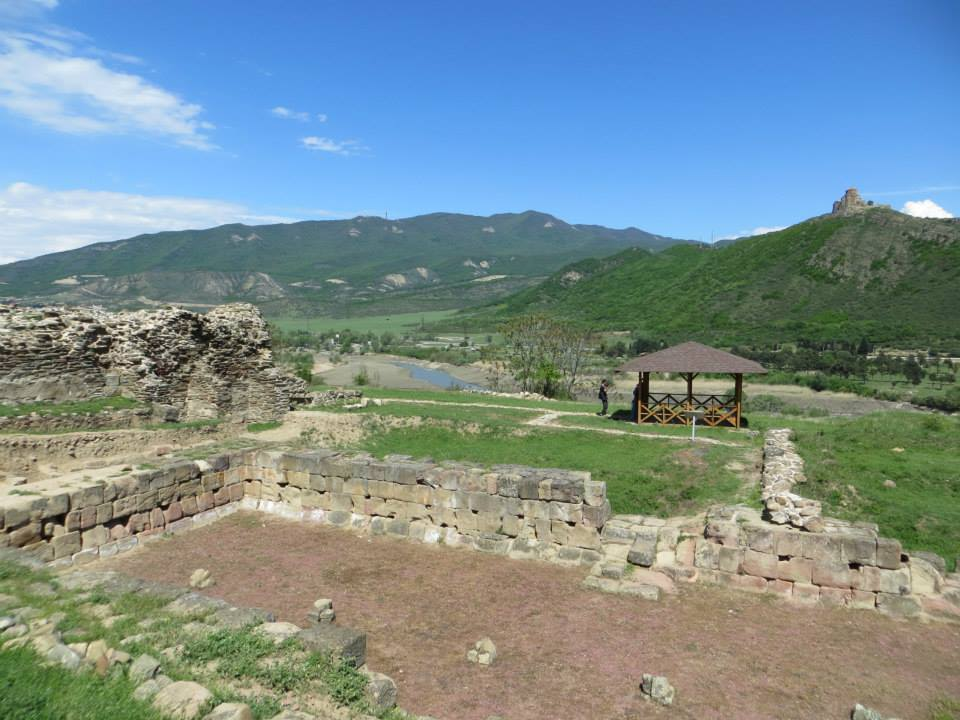
La citadelle d'Armazi, capitale du royaume d'Armazi

Toutefois, cette version n'est fait n'ai plus accepté par une majorité des historiens modernes, qui voient cette diarchie comme étant en conflit avec les écrits contemporains et la logique historique. Tacite, qui écrit au IIe siècle durant l'existence supposée de la diarchie, et Dion Cassius, un siècle plus tard, ne font pas mention des rois de Mtskheta et d'Armaz, mais font part du règne de Pharsman Ier, identifié avec le roi Aderk de Léontius de Rouissi. Ceux-ci mentionnent aussi le roi Mithridate comme « roi d'Ibérie » après Pharsman, indiquant que le royaume reste uni. L'existence de Mithridate est confirmé par l'historien arménien Moïse de Khorène au Ve siècle, ainsi que par une inscription découverte sur l'ancienne citadelle d'Armazi. Moïse de Khorène rajoute qu'un certain Kartam remplace Mithridate dans les années 70.
Les artefacts archéologiques sont aussi en conflit avec la version médiévale : une inscription sur une assiette d'argent trouvé vers Mtskheta mentionne le roi Flavius Dades, qui est souvent identifié avec Mithridate, celui-ci étant un probablement un citoyen romain. L'Epigramme d'Amazasp, une inscription datant de 114-117, mentionne le prince royale Amazaspos, qui meurt dans une bataille contre les Parthes avec l'armée romaine. Cette épigramme décrit les frontières de l'Ibérie comme s'étendant jusqu'aux Portes de la Mer Caspienne, indiquant que le royaume reste uni, et cite Mithridate comme roi de l'Ibérie. La Stèle de Vespasien, érigée à la citadelle d'Armazi vers 75, mentionne le roi Mithridate et le prince royale Amazaspos.
Il est probable que la diarchie proposée par Léontius de Rouissi ne soit qu'une distortion de siècles de récits oraux. Cyrille Toumanoff trouve le plus grand problème avec cette version dans la chronologie des rois : les cinq générations se succèdent la même année dans les deux royaumes de Mtskheta et d'Armazi d'après la source médiévale. D'après Toumanoff, la confusion de Léontius de Rouissi vient du fait que de nombreux anciens rois ibères étaient connus sous de nombreux noms. Tout comme le monarque Azon au IVe siècle av. J.-C. est connu comme Mithridate dans les sources arméniennes, il est possible que le roi Azork d'Armazi soit en fait le Mithridate d'Ibérie des sources romaines et arméniennes, tandis que son homologue Armazel de Mtskheta ne soit en fait qu'une épithète : en géorgien, არმაზელი (armazeli) signifie « d'Armazi ».

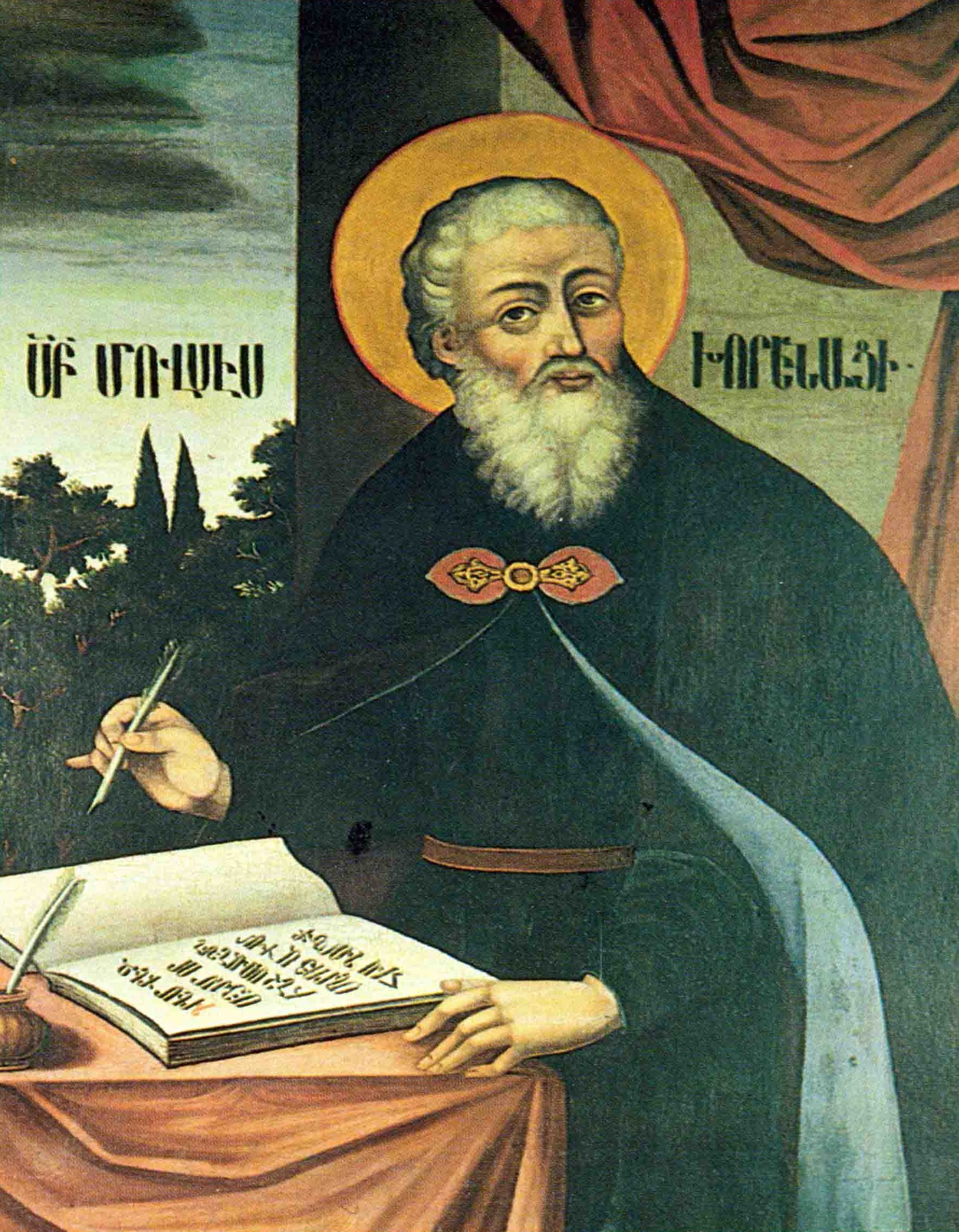
L'Arménien Moïse de Khorène est peut être le seul historien antique à mentionner la division ibère.

Il faut toutefois aussi noter que le récit de Léontius de Rouissi n'est pas entièrement anachronique. Durant cette période de l'histoire ibère, il fait part des rois Kartam, Pharsman Ier, Amazasp, Pharsman II d'Armazi et Mihrdat de Mtskheta, qui sont tous cités comme monarques ibères par les sources contemporaines. Certains évènements racontés par l'historien (la chute de Jérusalem en 70, l'invasion alane en Transcaucasie, les guerres entre l'Arménie et l'Ibérie) sont aussi confirmés par les anciennes sources. De plus, l'historien antique Moïse de Khorène signale une possible division de l'Ibérie en 72, lors de l'invasion alane, parlant de l'alliance de l'Arménie avec seulement la moitié de la Géorgie.

## Histoire

### Division de l'Ibérie
Le royaume d'Ibérie existe depuis le IIIe siècle av. J.-C., fondé par le roi Pharnavaze Ier en tant que vassal des Séleucides. Près de quatre siècles plus tard, en 55, le roi Aderk d'Ibérie (aujourd'hui identifié avec le roi Pharasman des sources romaines contemporaines), qui règne comme client de l'Empire romain, décide de diviser ses domaines entre ses deux fils survivants, Bartom et Kartam, afin d'éviter tout conflit de succession. Situant la ligne de division sur le Mtkvari, il ligue à son aîné Bartom la partie nord du royaume, ainsi que la ville de Mtskheta, la capitale historique du royaume, tandis qu'il laisse à Kartam le sud de l'Ibérie, la citadelle d'Armazi qui fait face à Mtskheta et la Tao-Klardjeti. À la mort d'Aderk, ces deux deviennent les rois Bartom II de Mtskheta et Kartam d'Armazi.
Il est possible que la division du royaume mène l'Arménie voisine à utiliser la nouvelle faiblesse de l'Ibérie pour s'imposer sur la région. Tandis que l'Ibérie est un royaume aligné vers Rome, les royaumes de Mtskheta et d'Armazi sont vassaux de l'Arménie dès la mort d'Aderk.
La décision d'Aderk n'est pas explicable d'après les anciennes traditions géorgiennes de succession royale. Celle-ci se fait de père en fils et de nombreux souverains précédant Aderk ont une longue liste de primogéniture, sans pour autant être forcés de diviser le royaume. Léontius de Rouissi n'offre aucune explication envers cette décision et souligne de même qu'elle est sans précédent.

### Arrivée des Hébreux

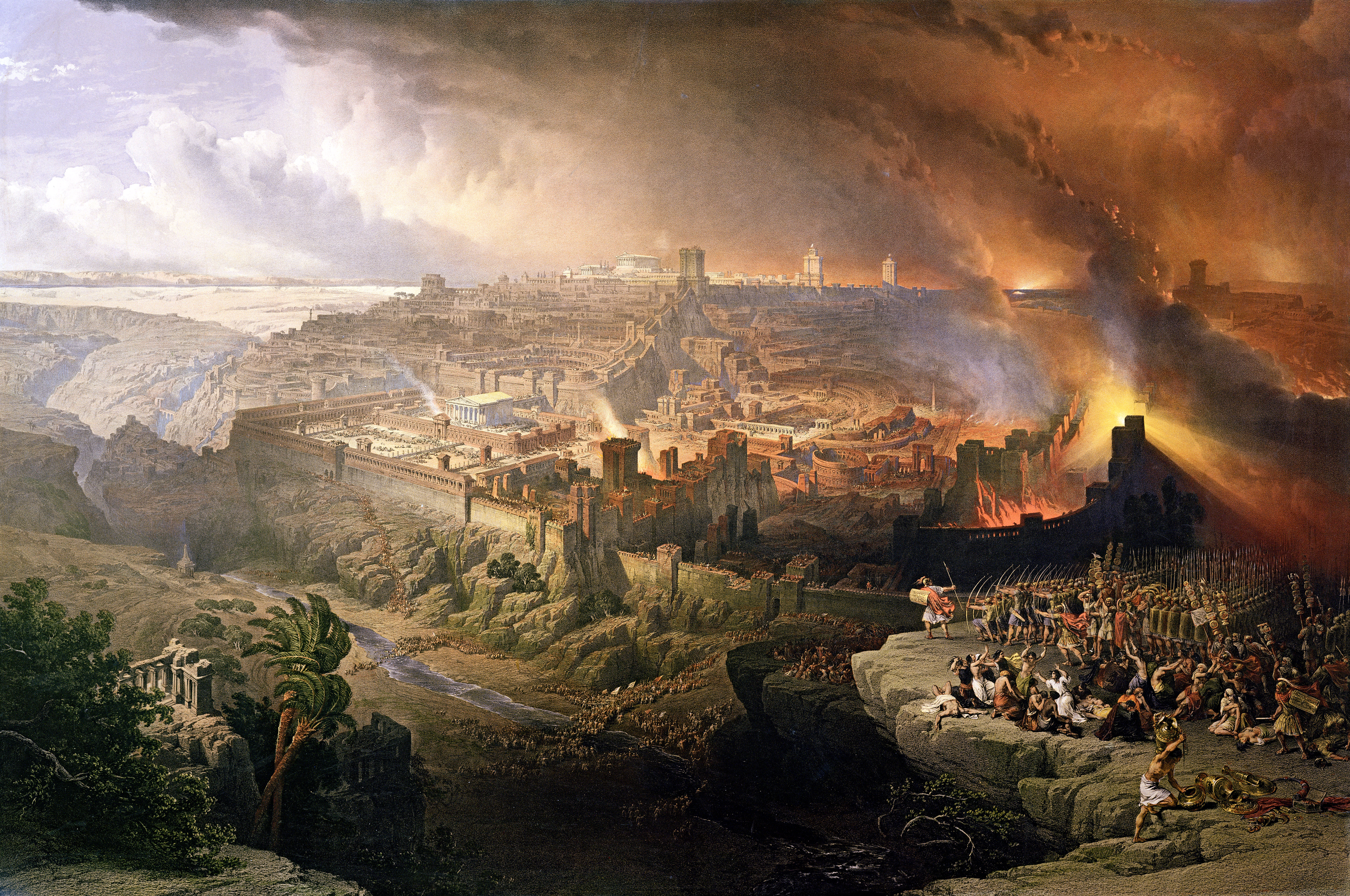
La chute de Jérusalem mène à une large diaspora juive vers la Géorgie.

En 70, l'empereur romain Vespasien envoie une large armée mettre siège sur Jérusalem afin d'achever la rébellion anti-romaine de Judée. Le général Titus parvient à capturer la ville et les Romains la ravagent, menant à la fuite d'une large partie de la population juive vers le nord. Tandis que de nombreux s'établissent en Mésopotamie, une partie se réfigue en Transcaucasie, où ils sont accueillis par Bartom de Mtskheta et son homologue d'Armazi. Parmi eux sont les fils de Barabbas, le criminel qui est libéré à la place de Jésus-Christ par Ponce Pilate selon le Nouveau Testament.
En 72, la division de l'Ibérie s'approfondit quand les deux frères meurent simultanément. Kaos succède à son père en tant que roi de Mtskheta, mais continue à entretenir des relations proches avec son homologue d'Armazi, qu'il supporte dans son conflit avec l'Arménie voisine.
L'historiographie moderne identifie les premières étapes de la diarchie avec le règne de Mihrdat Ier, qui est cité dans les sources romaines et arméniennes. D'après Guiorgui Melikichvili, Mihrdat ne serait que le nom dynastique du souverain Azork d'Armazi, tandis qu'Armazel ne serait pas un monarque règnant de 87 à 103, mais une simple épithète d'Azork.

### Relations avec l'Arménie

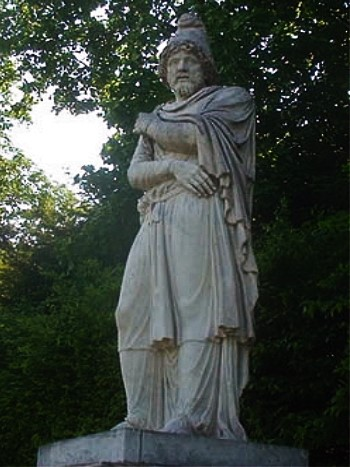
Tiridate Ier d'Arménie attaque Mtskheta à de nombreuses reprises.

Le royaume de Mtskheta devient vassal de l'Arménie dès sa création en 55, sa position géographique étant particulièrement stratégique : la frontière nordique de Mtskheta inclut la passe de Dariali, la seule ouverture entre la Transcaucasie et la Ciscaucasie et, donc, la seule route que les envahisseurs alains peuvent utiliser pour attaquer l'Arménie. En 72, les Alains parviennent toutefois à pénétrer la ligne de défense ibère et ravagent une partie de l'Arménie, à la suite de quoi l'empereur Vespasien fait construire une citadelle de défense à la frontière entre Mtskheta et Armazi. L'historien antique Moïse de Khorène décrit que seule « la moitié de la Géorgie » soutient l'Arménie lors de l'invasion alane, ce qui peut être une preuve de l'existence de la diarchie ibère, sans pour autant révéler le nom du royaume rebelle : Mtskheta, contrôlant la passe de Darliali, peut être responsable de l'invasion des Alains, mais c'est l'Armazi, et non pas Mtskheta, qui est envahi quelques années plus tard par l'Arménie.
Le roi Tiridate Ier d'Arménie se retourne contre son vassal Pharasman d'Armazi et parvient à conquérir son royaume. Ce n'est toutefois que sous son successeur que les Ibères se révoltent contre l'Arménie vers la fin des années 80. Le roi Armazel de Mtskheta s'allie alors avec les Alains et les Lezghiens, les Patchaniques, les Djiques, les Dzourdzouques et les Didos du nord du Caucase, reprend les territoires d'Armazi, où il place son cousin Azork en tant que roi, et ravage la totalité de l'Arménie. Celle-ci répond en envahissant une nouvelle fois l'Ibérie. C'est au sein des domaines de Mtskheta que les Géorgiens et les Arméniens s'affrontent dans une large bataille qui voit la mort du roi des Alains et la défaite des Ibères.
Durant ce conflit, les Arméniens annexent une partie de l'Odzrkhé, une province du royaume de Mtskheta. Aidé par la Colchide, Armazel choisit de relancer la confrontation afin de reconquérir ses troupes et forme une nouvelle alliance avec les Alains. Mais ceux-ci sont à nouveau vaincus par les Arméniens après un siège de cinq mois sur Mtskheta, ce qui oblige le royaume de Mtskheta à redevenir un vassal arménien.
Une seconde guerre s'entame vers la fin du Ier siècle, quand Armazel utilise le conflit entre l'Arménie et les Parthes pour reconquérir l'Odzrkhe. Tandis que la campagne est tout d'abord victorieuse et mène à l'emprisonnement du fils du roi Sanatruk à Dariali, les Arméniens lancent bientôt une nouvelle offensive qui résulte en une nouvelle défaite géorgienne et la vassalité de Mtskheta. L'accord vient toutefois avec le retour d'Odzrkhe au sein du royaume de Mtskheta et la restauration d'Azork comme roi d'Armazi.

### Guerre et réunification

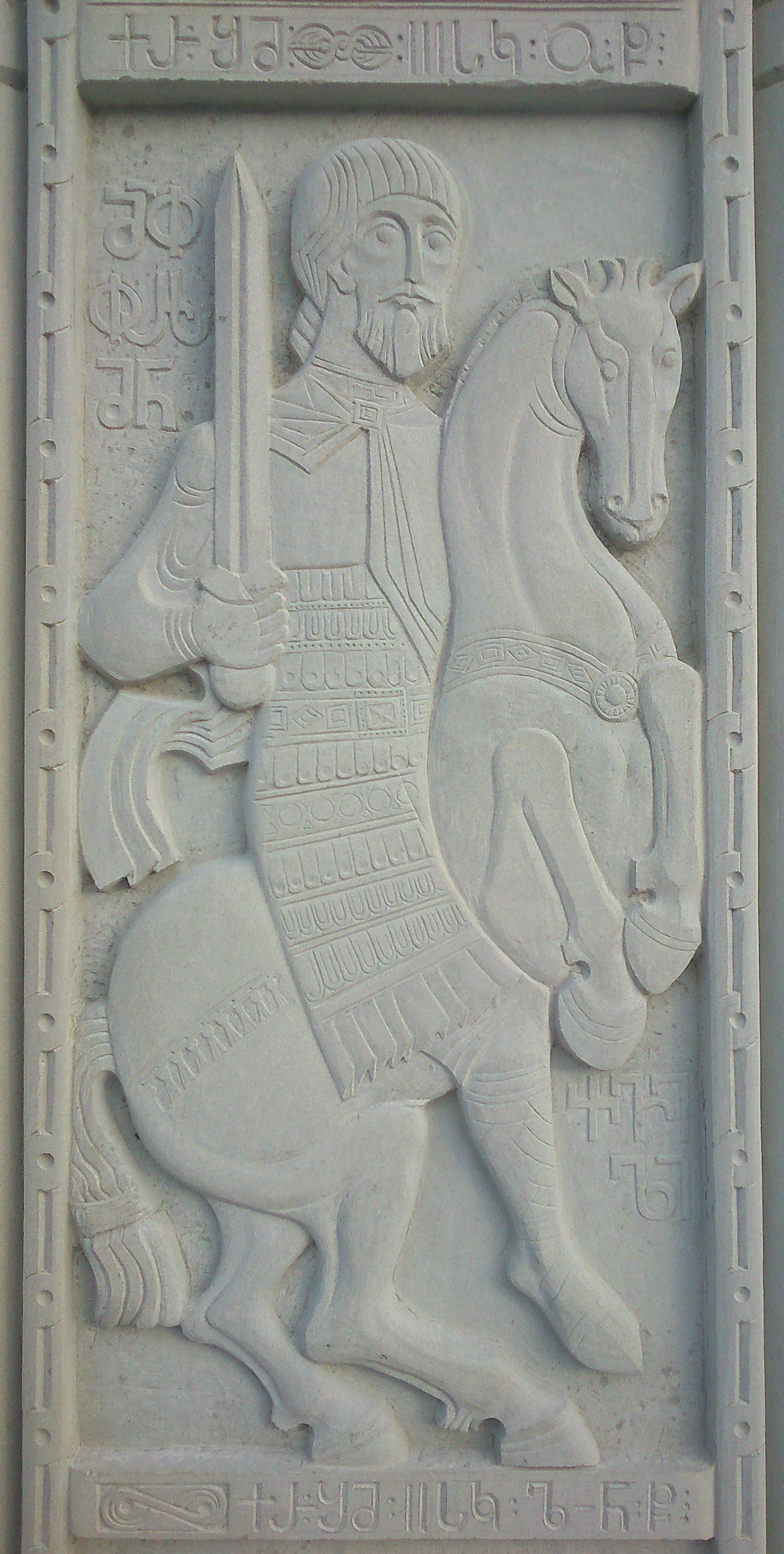
Le roi Pharasman II annexe Mtskheta avant de se faire assassiner.

L'alliance entre Armazi et Mtskheta s'effondre en 113 avec l'avènement du roi Mihrdat de Mtskheta. Ce dernier forme une alliance avec la Parthie, se séparant de l'orientation pro-romaine et pro-arménienne de son collègue Pharasman II d'Armazi et tente, en vain, de le faire assassiner lors d'une rencontre bilatérale. Les deux royaumes ibères entrent alors en guerre, les troupes armaziennes étant menées par le général Pharnavaze. Pharasman II sort victorieux du conflit et force Mihrdat à se réfugier chez les Parthes. L'Armazi annexe les domaines de Mtskheta, une décision largement acceptée par la noblesse de Mtskheta, qui considère Mihrdat comme un tyran.
Le générale Pharnavaze devient alors gouverneur militaire de Mtskheta afin de réintégrer la région au sein d'un royaume uni. Toutefois, la Parthie répond en envahissant l'Ibérie avec une armée menée par Mihrdat, mais celui-ci est vaincu lors de la bataille de Djatchvi dans les années 120. Ne pouvant envahir l'Ibérie, la Parthie fait empoisonner Pharasman II et parvient à remettre Mihrdat sur le trône de Mtskheta. Celui-ci reprend sa couronne et installe un gouverneur militaire pour diriger l'Armazi.
Une alliance de la noblesse ibère, la Colchide, l'Arménie et l'Empire romain décide alors de s'en prendre à Mihrdat. Ce dernier est bientôt vaincu et la coalition place le roi Rhadamiste sur un trône uni, mettant ainsi fin au royaume de Mtskheta et à la diarchie ibère.

## Liste des souverains
Cette liste nous provient des chroniques rédigées par Marie-Félicité Brosset en 1849 :
- 55 - 72 : Bartom II, fils de Pharsman Ier d'Ibérie
- 72 - 87 : Kaos, son fils
- 87 - 103 : Armazel, son fils
- 103 - 113 : Derok, son fils
- 113 - 129 : Mihrdat, son fils.